# Pienisaari (ö i Norra Karelen, Joensuu, lat 62,88, long 29,44)
Pienisaari är en ö i Finland. Den ligger i sjön Höytiäinen och i kommunen Polvijärvi i den ekonomiska regionen  Joensuu ekonomiska region  och landskapet Norra Karelen, i den sydöstra delen av landet, 400 km nordost om huvudstaden Helsingfors. Öns area är 2,1 hektar och dess största längd är 220 meter i sydöst-nordvästlig riktning.